# Видов, Ферапонт Никифорович
Ферапонт Никифорович Видов (2 июня 1922, Митрофаново, Пензенская губерния — 9 марта 1992) — командир орудийного расчета 45-мм орудия истребительно-противотанковой артиллерийской батареи 210-го гвардейского стрелкового полка, гвардии старший сержант.

## Биография
Родился 2 июня 1922 года в селе Митрофаново Чембарского уезда Пензенской губернии (ныне — в Башмаковском районе Пензенской области). Окончил 7 классов. Работал счетоводом в леспромхозе.
В мае 1941 года был призван в Красную Армию. В боях в Великую Отечественную войну с сентября 1941 года. Воевал в артиллерии. К концу 1943 года гвардии старший сержант Видов — наводчик 45-мм орудия истребительно-противотанковой артиллерийской батареи 210-го гвардейского стрелкового полка 71-й гвардейской стрелковой дивизии.
16 декабря 1943 года в бою у деревни Хохонино при прорыве обороны противника гвардии старший сержант Видов со своим расчетом действовал в боевых порядках стрелковых подразделений. Метким огнём артиллеристы уничтожили наблюдательный пункт, 4 огневые точки и свыше 10 солдат противника.
Приказом от 10 января 1944 года гвардии старший сержант Видов Ферапонт Никифорович награждён орденом Славы 3-й степени.
15 мая 1944 года в бою в районе деревни Гора гвардии старший сержант Видов выкатил орудие на прямую наводку и уничтожил дзот противника с пулеметом и его расчетом.
Приказом от 8 июля 1944 года гвардии старший сержант Видов Ферапонт Никифорович награждён орденом Славы 3-й степени повторно.
2 февраля 1945 года в бою у населенного пункта Риши гвардии старший сержант Видов, уже командир орудийного расчета, выкатил своё орудие перед боевыми порядками пехоты и прямой наводкой ликвидировал 2 пулемета с прислугой.
Приказом от 15 апреля 1945 года гвардии старший сержант Видов Ферапонт Никифорович награждён орденом Славы 2-й степени.
В июле 1945 года был демобилизован. Вернулся на родину.
Указом Президиума Верховного Совета СССР от 10 ноября 1970 года в порядке перенаграждения Видов Ферапонт Никифорович награждён орденом Славы 1-й степени. Стал полным кавалером ордена Славы.
Жил в городе Пенза. До ухода на пенсию работал слесарем в производственном объединении «Пензтяжпромарматура». Скончался 9 марта 1992 года.
Награждён орденами Отечественной войны 1-й степени, Красной Звезды, Славы 3-х степеней, медалями.